# Турин (селище, Нью-Йорк)
Турин (англ. Turin) — селище (англ. village) в США, в окрузі Льюїс штату Нью-Йорк. Населення — 197 осіб (2020).

## Географія
Турин розташований за координатами 43°37′45″ пн. ш. 75°24′38″ зх. д. / 43.62917° пн. ш. 75.41056° зх. д. (43.629179, -75.410672).  За даними Бюро перепису населення США в 2010 році селище мало площу 2,66 км², уся площа — суходіл.

## Демографія
Згідно з переписом 2010 року, у селищі мешкали 232 особи в 100 домогосподарствах у складі 62 родин. Густота населення становила 87 осіб/км².  Було 125 помешкань (47/км²).
Расовий склад населення:
| - 99,1 % — білих - 0,9 % — чорних або афроамериканців |

До двох чи більше рас належало 0,0 %. Частка іспаномовних становила 1,7 % від усіх жителів.
За віковим діапазоном населення розподілялося таким чином: 22,8 % — особи молодші 18 років, 60,0 % — особи у віці 18—64 років, 17,2 % — особи у віці 65 років та старші. Медіана віку мешканця становила 43,0 року. На 100 осіб жіночої статі у селищі припадало 110,9 чоловіків;  на 100 жінок у віці від 18 років та старших — 110,6 чоловіків також старших 18 років.
Середній дохід на одне домашнє господарство  становив 59 979 доларів США (медіана — 43 438), а середній дохід на одну сім'ю — 71 891 долар (медіана — 70 938). За межею бідності перебувало 5,5 % осіб, у тому числі 5,3 % дітей у віці до 18 років та 0,0 % осіб у віці 65 років та старших.
Цивільне працевлаштоване населення становило 78 осіб. Основні галузі зайнятості: транспорт — 25,6 %, освіта, охорона здоров'я та соціальна допомога — 16,7 %, роздрібна торгівля — 14,1 %, виробництво — 14,1 %.